# University Heights (Iowa)
Pour les articles homonymes, voir University Heights (homonymie).
University Heights est une ville du  comté de Johnson, en Iowa, aux États-Unis. Elle est incorporée le 13 août 1935.

## Source de la traduction
- (en) Cet article est partiellement ou en totalité issu de l’article de Wikipédia en anglais intitulé « University Heights, Iowa » (voir la liste des auteurs).